# East Dean and Friston
East Dean and Friston – gmina (civil parish) w Anglii, w hrabstwie East Sussex, w dystrykcie Wealden. Leży 86 km na południe od Londynu. W 2007 miejscowość liczyła 1577 mieszkańców.